# Broti Gupta
Broti Gupta est une scénariste et productrice américaine née le 28 décembre 1993 en Inde.

## Filmographie

### Scénariste

#### PourLes Simpson
| Année | Titre                    | Titre original   | Saison | Épisode | Réalisateur        |
| ----- | ------------------------ | ---------------- | ------ | ------- | ------------------ |
| 2022  | Habeas Tortue            | Habeas Tortoise  | 34     | 1       | Matthew Faughnan   |
| 2023  | La Guerre des fans       | Fan-ily Feud     | 34     | 18      | Timothy Bailey     |
| 2023  | Meurtre en eaux troubles | Murder, She Boat | 35     | 9       | Chris Clements     |
| 2025  | Stew Lies                | Stew Lies        | 36     | 20      | Debbie Bruce Mahan |

#### Autres
- 2018-2019 : Speechless (22 épisodes)
- 2019 : Des amis d'université (8 épisodes)
- 2019 : Carol's Second Act (5 épisodes)
- 2022 : Quand Billie a rencontré Lisa
- 2022 : Sketches as a Service (1 épisode)

### Productrice
- 2022 : Les Simpson (6 épisodes)